# Ласло II
Ласло II (угор. II. László, хорв. Ladislav II., словац. Ladislav II.; 1131 — 14 січня 1163) — король Угорщини з династії Арпадів. 
Як молодший син короля Бели II, він міг отримати трон тільки за допомогою Візантійської імперії в боротьбі зі своїм племінником королем Стефаном III після смерті свого старшого брата, короля Гези II. Хоча більшість угорської знаті визнало його, ґрунтуючись на давній — ще дохристиянської — традиції, згідно з якою старший чоловік в роду мав переважне право на владу в обхід синів померлого правителя, глава Католицької церкви Угорщини архієпископ Лукаш не визнав законність його правління.

## Ранні роки
Ласло був другим сином Бели II, короля Угорщини, і його дружини Олени Вукановіч (дочки великого жупана Рашки Уроша I). Він був ще немовлям, коли його мати Олена представила його і його брата Гезу баронам, викликаним в Арад, щоб переконати їх стратити опонентів її чоловіка, які переслідували його (Белу II) з самого раннього дитинства.
Після завоювання Боснії батько дав Ласло титул герцога провінції в 1137, хоча провінція і управлялася адміністратором, призначеним королем. Коли король Бела II помер 13 лютого 1141 року, старший брат Ласло Геза II зайняв трон. У 1152 році король організував два окремих герцогських титули для Ласло і їх молодшого брата Стефана.
Геза II хотів передати престол своєму синові Стефану, в результаті його відносини з молодшими братами погіршилися. У 1156 році герцог Стефан спробував організувати змову проти короля за підтримки їх дядька по материнській лінії Белоша, але Геза переміг їх, і герцог Стефан знайшов притулок при дворі візантійського імператора Мануїла I Комніна. У 1160 році спробував влаштувати змову сам Ласло, але, зазнавши невдачі, приєднався в Константинополі до свого брата Стефана.
При імперському дворі Константинополя Ласло, на противагу своєму братові, не хотів повністю підкоритися Мануїлу I Комніну і відмовився одружитися з племінницею імператора.

## Король Угорщини
Коли імператор Мануїл I дізнався, що король Геза II помер 31 травня 1162 року і його син Стефан III коронований, він вирішив розпочати кампанію проти Угорщини, щоб чоловік його племінниці, герцог Стефан, зайняв трон. Почувши вимогу імператора, угорські барони послали посольство в його табір з пропозицією прийняти правління Ласло, відповідне угорським традиціям, вимагали, щоб померлому правителю успадковував старший чоловік в роду. Таким на той момент був Ласло. Імператор прийняв пропозицію баронів і відправив Ласло в Угорщину.
До моменту прибуття Ласло в Секешфехервар, його племінник, король Стефан III, втік до Братислави, і Ласло був проголошений королем. Однак Лукаш, Архієпископ Естергомський, який залишився лояльним молодому королю, відмовився коронувати Ласло. Тому Ласло був коронований Міко, Архієпископом Калоча, в липні 1162 року. З нагоди коронації Ласло дав титул Tercia pars Regni (тобто правителя однієї третини королівства Угорщини) своєму молодшому братові Стефану.
Так як Архієпископ Лукаш все ще заперечував законність правління Ласло і відлучив його від церкви, Ласло заарештував його. Ласло звільнив Архієпископа Лукаша 25 грудня 1162 року на вимогу папи Олександра III, але прелат не хотів відпускати гріхи короля.
Ласло, можливо, помер від отруєння і похований в Секешфехерварі. У середньовіччі його не вважали королем (а тільки узурпатором), тому як Ласло II в XIII столітті був відомий король Ласло III.

## Родовід
Ласло II веде свій родовід, в тому числі, й від Великих князів Київських з роду Ярославичів та Ізяславичів.